# Каєтанув (Люблінський повіт)
Каєтанув (пол. Kajetanów) — село в Польщі, у гміні Високе Люблінського повіту Люблінського воєводства. Населення — 150 осіб (2011).
У 1975—1998 роках село належало до Замойського воєводства.

## Демографія
Демографічна структура станом на 31 березня 2011 року:
|          | Загалом | Допрацездатний вік | Працездатний вік | Постпрацездатний вік |
| -------- | ------- | ------------------ | ---------------- | -------------------- |
| Чоловіки | 72      | 11                 | 51               | 10                   |
| Жінки    | 78      | 14                 | 37               | 27                   |
| Разом    | 150     | 25                 | 88               | 37                   |